# Hümay Topaloğlu
Hümay Topaloğlu est une joueuse de volley-ball turque née le 3 août 1996 à İstanbul. Elle mesure 1,81 m et joue au poste de réceptionneuse-attaquante.

## Clubs
| Club                  | De        | À         |
| --------------------- | --------- | --------- |
| Fenerbahçe İstanbul   | 2005-2006 | 2005-2006 |
| Yeşilyurt İstanbul    | 2006-2007 | 2010-2011 |
| TVF Spor Lisesi       | 2011-2012 | 2012-2013 |
| Yeşilyurt İstanbul    | 2013-2014 | 2015-2016 |
| Beşiktaş İstanbul     | 2016-2017 | 2018-2019 |
| Nilüfer Belediye      | 2019-2020 | 2019-2020 |
| Kuzeyboru Spor Kulübü | 2020-2021 | …         |